# 乗り越えるチカラ
『乗り越えるチカラ』（のりこえるチカラ）は、2020年12月27日の14:00〜15:24（JST）に毎日放送の製作により、JNN加盟各局で放送された、KOBELCOスペシャル・全国高等学校ラグビーフットボール大会の特別番組である。

## 概要
聖地大阪・花園に集まった高校ラガーマンを取材する。新型コロナウイルスなどのさまざまな障壁を乗り越えて開催決定した100回目高校ラグビー大会。花園に出場する高校ラガーマンたちの思いなどを花園から生放送で紹介した。

## 出演者
- 大畑大介 - ハイライト番組キャスター
- 小島瑠璃子 - ハイライト番組キャスター
- 宮川大輔
- 橋下徹[注釈 1]
- 渋谷凪咲(NMB48)
- 田中史朗(日本代表)
- 松田力也(日本代表)
- スキマスイッチ(VTR出演)[注釈 2]
- 小杉竜一(ブラックマヨネーズ、VTR出演)